# Џо Регланд
Џозеф Александер Регланд (енгл. Joseph Alexander Ragland; Вест Спрингфилд, Масачусетс, 11. новембар 1989) америчко-либеријски је кошаркаш. Игра на позицији плејмејкера, а тренутно наступа за Хапоел Тел Авив.

## Каријера
Регланд је првобитно студирао на Норт Плејт комјунити колеџу. Од 2010. до 2012. године похађао је Државни универзитет Вичита у Канзасу. За Вичита Стејт шокерсе уписао је 69 наступа, а просечно је по утакмици постизао 10 поена, хватао 2,7 скокова и прослеђивао 3 асистенције. У сезони 2011/12. изабран је за члана прве поставе идеалног тима Мисури Вали конференције. На НБА драфту 2012. није изабран.
У августу 2012. потписао је двогодишњи уговор са Мурсијом. У априлу 2013. прослеђен је на позајмицу екипи Кантуа до краја те сезоне. Канту је био задовољан Регландовим партијама током плеј-офа италијанске Серије А, те је у јулу 2013. одлучио да га потпише на годину дана.
У јулу 2014. ангажовала га је миланска Олимпија и то на период од две године. Ипак, сарадњу са овим клубом раскинуо је већ после једне сезоне.
Крајем јула 2015. ставио је потпис на једногодишњи уговор са Каршијаком. Међутим, већ 7. децембра исте године напустио је клуб из Измира и договорио сарадњу са Авелином до краја те сезоне. Дана 15. јуна 2016. продужио је уговор са Авелином за још једну сезону.
Дана 21. јула 2018. године потписао је двогодишњи уговор са Локомотивом Кубањ.
Дана 10. августа 2018. године потписао је једногодишњи уговор са Црвеном звездом. Са црвено-белима је у сезони 2018/19. освојио АБА лигу и АБА Суперкуп. У АБА лиги је просечно бележио 10,7 поена, 5,7 асистенција и два скока, док је у Еврокупу био још ефикаснији са 15 поена, шест асистенција и 1,3 скока. Због повреде је пропустио завршницу АБА лиге, док за Суперлигу Србије није био ни лиценциран.
У јулу 2019. је потписао уговор са Дарушафаком. Ипак, Регланд за турски тим није никада наступио. Имао је проблема са повредом, а када се опоравио Дарушафака је већ попунила сва места у тиму за стране кошаркаше па је средином новембра 2019. дошло до раскида сарадње. У децембру 2019. је потписао за свој бивши клуб Канту. За Канту је одиграо само девет утакмица, након чега је првенство прекинуто због пандемије корона вируса. 
За сезону 2020/21. је потписао уговор са израелским Хапоел Еилатом.

## Успеси

### Клупски
- Локомотива Кубањ:
  - Куп Русије (1): 2017/18.

- Црвена звезда:
  - Јадранска лига (1): 2018/19.
  - Суперкуп Јадранске лиге (1): 2018.

- Хапоел Холон:
  - Првенство Израела (1): 2021/22.

- Хапоел Тел Авив :
  - Еврокуп (1): 2024/25.

### Појединачни
- Идеални тим ФИБА Лиге шампиона — прва постава (2): 2021/22, 2023/24.
- Идеална стартна петорка Јадранске лиге (1): 2018/19.